# Dekanat Amberg-Ensdorf
Das Dekanat Amberg-Ensdorf war eins der (bis 2022) 33 Dekanate des Bistums Regensburg. Zum 1. März 2022 wurde es mit dem Nachbardekanat Sulzbach-Hirschau zum Dekanat Amberg-Sulzbach zusammengelegt. Es gehört zur Region VI – Amberg-Schwandorf des Bistums.

## Liste
Zum Dekanat Amberg-Ensdorf gehörten die nachfolgend aufgeführten Seelsorgeeinheiten (Stand: 2013). Die „führende“ Pfarrei, meistens der Sitz des zuständigen Pfarrers und des Pfarramtes, wird zuerst aufgeführt, die an der Pfarreiengemeinschaft beteiligten Pfarreien sind durch Semikolon getrennt, alle zu einer Pfarrei gehörigen Exposituren, Benefizien und Filialen werden direkt nach der jeweiligen Pfarrei, vor dem trennenden Semikolon, aufgezählt. Die Liste ist alphabetisch nach den Ortsnamen der führenden Pfarrei geordnet.
- Pfarrei Hl. Dreifaltigkeit, Amberg, dazugehörig Kuratbenefizium St. Peter und Paul, Paulsdorf
- Pfarrei Hl. Familie, Amberg
- Pfarrei St. Georg, Amberg; Pfarrei St. Barbara, Luitpoldhöhe
- Pfarrei St. Martin, Amberg
- Pfarrei St. Michael, Amberg
- Pfarrei St. Konrad, Ammersricht
- Pfarrei St. Josef, Aschach-Raigering, dazugehörig Filiale St. Johannes der Täufer, Krumbach
- Pfarrei St. Jakob, Ensdorf, dazugehörig Benefizium St. Magdalena, Wolfsbach und Filiale St. Bartholomäus und Wendelin, Thanheim
- Pfarrei St. Georg, Hausen; Pfarrei Mariä Himmelfahrt, Hohenkemnath, dazugehörig Filiale St. Laurentius, Erlheim; Pfarrei St. Vitus, Utzenhofen, dazugehörig Filiale St. Johannes der Täufer, Albertshofen (Velburg), Filiale St. Stephan, Freischweibach, Filiale St. Peter, Ransbach und Filiale St. Nikolaus (Umelsdorf), Umelsdorf
- Pfarrei St. Jakob, Hohenburg; Pfarrei St. Peter, Adertshausen, dazugehörig Filiale Hl. Konrad von Parzham, Mendorferbuch; Pfarrei St. Michael, Allersburg
- Pfarrei St. Antonius Abbas, Kümmersbruck
- Pfarrei Mariä Himmelfahrt, Rieden; Pfarrei St. Michael, Vilshofen
- Pfarrei St. Ägidius, Schmidmühlen
- Pfarrei St. Nikolaus, Theuern, dazugehörig Filiale Hl. Konrad von Parzham, Ebermannsdorf; Pfarrei St. Nikolaus, Pittersberg